# Sigismond Beck
Sigismond Beck (* 1900; † nach 1940) war ein französischer Jazzmusiker (Kontrabass, Tuba, Komposition) des Swing, der durch seine Zusammenarbeit mit Django Reinhardt in Erinnerung bleibt.

## Karriere
Beck gehörte um 1930 dem Orchester Melodic-Jazz du Casino de Paris an, mit dem die Sängerin Josephine Baker begleitete („J'ai deux amours“). 1933 spielte er in New York City Bass und Tuba bei Gene Kardos, wobei er an drei Aufnahmesessions beteiligt war.
Um die Mitte der 1930er-Jahre war er auch als Orchesterleiter tätig (Orchestre Sigismund Beck); sein vom Hot Club de France gesponsertes Orchester trat am 4. Februar 1934 im Pariser Salle Lafayette auf und spielte dabei eine Reihe populären Jazznummern wie „Dinah“, „I Can’t Give You Anything but Love“, „I Got Rhythm“, „China Town“, „I’ve Found a New Baby“, „Nobody’s Sweetheart“, „Tiger Rag“ und „Sweet Georgia Brown“. In der von Beck geleiteten Band spielten an diesem Abend Frank „Big Boy“ Goudie (Trompete), Freddy Johnson (Piano), Django Reinhardt (der von der Musikzeitschrift Jazz-Tango-Dancing als Jungo Rheinart vorgestellt wurde), Beck am Kontrabass und Billy Taylor (Schlagzeug).
In Paris entstanden im Umfeld des Hot Club de France Aufnahmen mit Beck als Bassisten im August 1935, als er mit Frank „Big Boy“ Goudie als Bandleader sowie mit Django Reinhardt  und Jerry Mengo die Titel „I’ve Found a New Baby“ und „St. Louis Blues“ einspielte; entweder mit Stéphane Grappelli oder mit Joseph Reinhardt. Mit Grappelli und Reinhardt begleitete er 1938 die junge Chansonsängerin Jacotte Perrier.
In den frühen 1940er-Jahren spielte Beck im Trio von Charlie Lewis (alias Charles Louis), in dessen Trio mit André Jourdan er für Pathé (PA 2020) die drei Titel „Vous faites partie de moi“ (Cole Porter), „C’est un nid charmant“ und „Mieux qu’un mot d’amour“ aufnahm, außerdem  mit Charlie Lewis und André Jourdan im Quartett des Akkordeonisten Émile Carrara („Le charmeur de serpents“) sowie bei Jean Yatove et son Grand Orchestre de Radio-Paris  („Swing Obsession“). Beck schrieb in den 1940er-Jahren die Kompositionen „Néni Linda“, mit Gaston Rolland „Complainte“, „Éternel refrain“ und „My Heart Forgives You“.